# 王衮
王衮（558年—613年），字公衣，琅琊郡临沂人，南北朝后期到隋朝政治人物。

## 生平
王衮眉目如画，容止若思，初任秘书郎，尚梁明帝萧岿长女建昌公主，拜驸马都尉。历任东阳王文学、东阳王友、中书郎、黄门郎、试吏荆州长史、黄门郎。开皇七年（587年），随后主萧琮归顺隋朝。晋王杨广被立为太子，王衮担任骁骑尉，兼校书，迁秘书郎。杨广即位为隋炀帝，授王衮为奋武尉，出任桃林县令。大业九年（613年）十月去世，时年五十五岁。大業十一年（615年）二月廿一日葬。1926年出土於河南省洛陽市。墓誌石現藏陝西省博物館。拓片誌長、寬均50.8厘米；蓋長37厘米，寬38厘米。蔡允恭撰，志文31行，行31字，楷书，蓋陽文篆書。

## 家世
王衮是东晋王导的十世孙。南齐侍中、中书、监卫将军、尚书令、太尉、南昌公王俭的玄孙。南梁侍中、尚书左仆射、中书令王暕的曾孙。南梁侍中、左光禄大夫、驸马都尉王稚的孙子。南梁侍中、中书令、护军将军、大将军王诵的儿子。